# 高井戸西
高井戸西（たかいどにし）は、東京都杉並区の町名。高井戸西一丁目から高井戸西三丁目までが設置されている。住居表示実施済み区域。

## 地理
杉並区の南西部に位置する。地域中央付近に高井戸駅があり、駅周辺や幹線道路沿いにビルや商店が見られるほかは住宅地になっている。北は宮前に、東は東京都道311号環状八号線を介して高井戸東に、南は上高井戸に、西は久我山に接する。南から順に一丁目から三丁目がある。

### 河川
- 神田川

### 地価
住宅地の地価は、2025年（令和7年）1月1日の公示地価によれば、高井戸西1-23-6の地点で63万6000円/m2、高井戸西3-9-12の地点で57万3000円/m2となっている。

## 歴史

### 沿革
- 1969年（昭和44年）3月31日 - 住居表示を実施し、高井戸西一丁目から三丁目を新設[6]。

| 実施後         | 実施年月日    | 実施前（各町名ともその一部）                 |
| -------------- | ------------- | -------------------------------------------- |
| 高井戸西一丁目 | 1969年3月31日 | 久我山一丁目、上高井戸三丁目、上高井戸五丁目 |
| 高井戸西二丁目 | 1969年3月31日 | 上高井戸五丁目                               |
| 高井戸西三丁目 | 1969年3月31日 | 上高井戸五丁目                               |

## 世帯数と人口

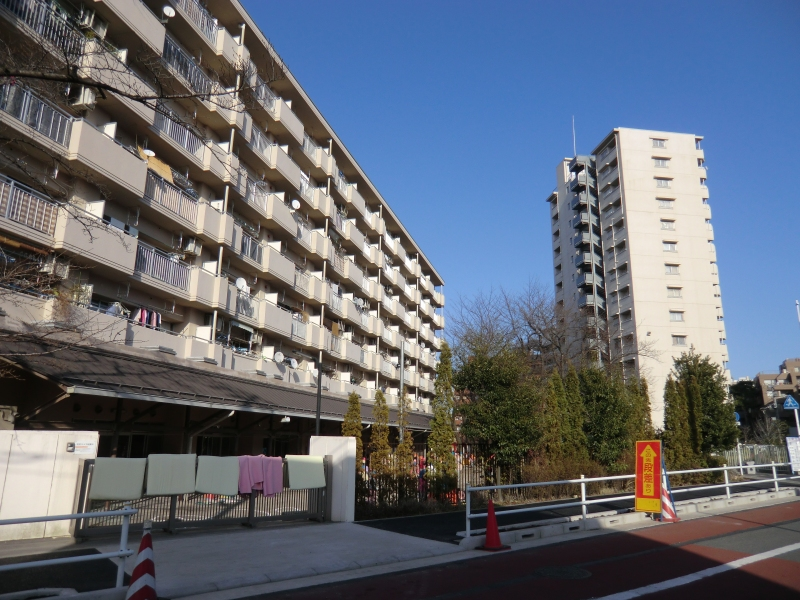
高井戸西一丁目アパート

2025年（令和7年）3月1日現在（杉並区発表）の世帯数と人口は以下の通りである。
| 丁目           | 世帯数    | 人口     |
| -------------- | --------- | -------- |
| 高井戸西一丁目 | 3,507世帯 | 5,510人  |
| 高井戸西二丁目 | 1,554世帯 | 3,108人  |
| 高井戸西三丁目 | 1,348世帯 | 2,637人  |
| 計             | 6,409世帯 | 11,255人 |

### 人口の変遷
国勢調査による人口の推移。
| 年                 | 人口   |
| ------------------ | ------ |
| 1995年（平成7年）  | 9,775  |
| 2000年（平成12年） | 9,439  |
| 2005年（平成17年） | 10,353 |
| 2010年（平成22年） | 11,239 |
| 2015年（平成27年） | 11,516 |
| 2020年（令和2年）  | 11,999 |

### 世帯数の変遷
国勢調査による世帯数の推移。
| 年                 | 世帯数 |
| ------------------ | ------ |
| 1995年（平成7年）  | 4,106  |
| 2000年（平成12年） | 4,190  |
| 2005年（平成17年） | 4,600  |
| 2010年（平成22年） | 5,240  |
| 2015年（平成27年） | 5,451  |
| 2020年（令和2年）  | 5,747  |

## 学区
区立小・中学校に通う場合、学区は以下の通りとなる（2016年1月時点）。
| 丁目           | 番地             | 小学校                 | 中学校                 |
| -------------- | ---------------- | ---------------------- | ---------------------- |
| 高井戸西一丁目 | 1～11番 27～31番 | 杉並区立高井戸小学校   | 杉並区立富士見丘中学校 |
| 高井戸西一丁目 | 12～26番 32番    | 杉並区立富士見丘小学校 | 杉並区立富士見丘中学校 |
| 高井戸西一丁目 | 33〜36番         | 杉並区立久我山小学校   | 杉並区立富士見丘中学校 |
| 高井戸西二丁目 | 8～13番          | 杉並区立久我山小学校   | 杉並区立富士見丘中学校 |
| 高井戸西二丁目 | 1〜7番 14〜18番  | 杉並区立高井戸小学校   | 杉並区立富士見丘中学校 |
| 高井戸西三丁目 | 1～14番          | 杉並区立高井戸小学校   | 杉並区立宮前中学校     |
| 高井戸西三丁目 | 15〜16番         | 杉並区立久我山小学校   | 杉並区立宮前中学校     |

## 交通

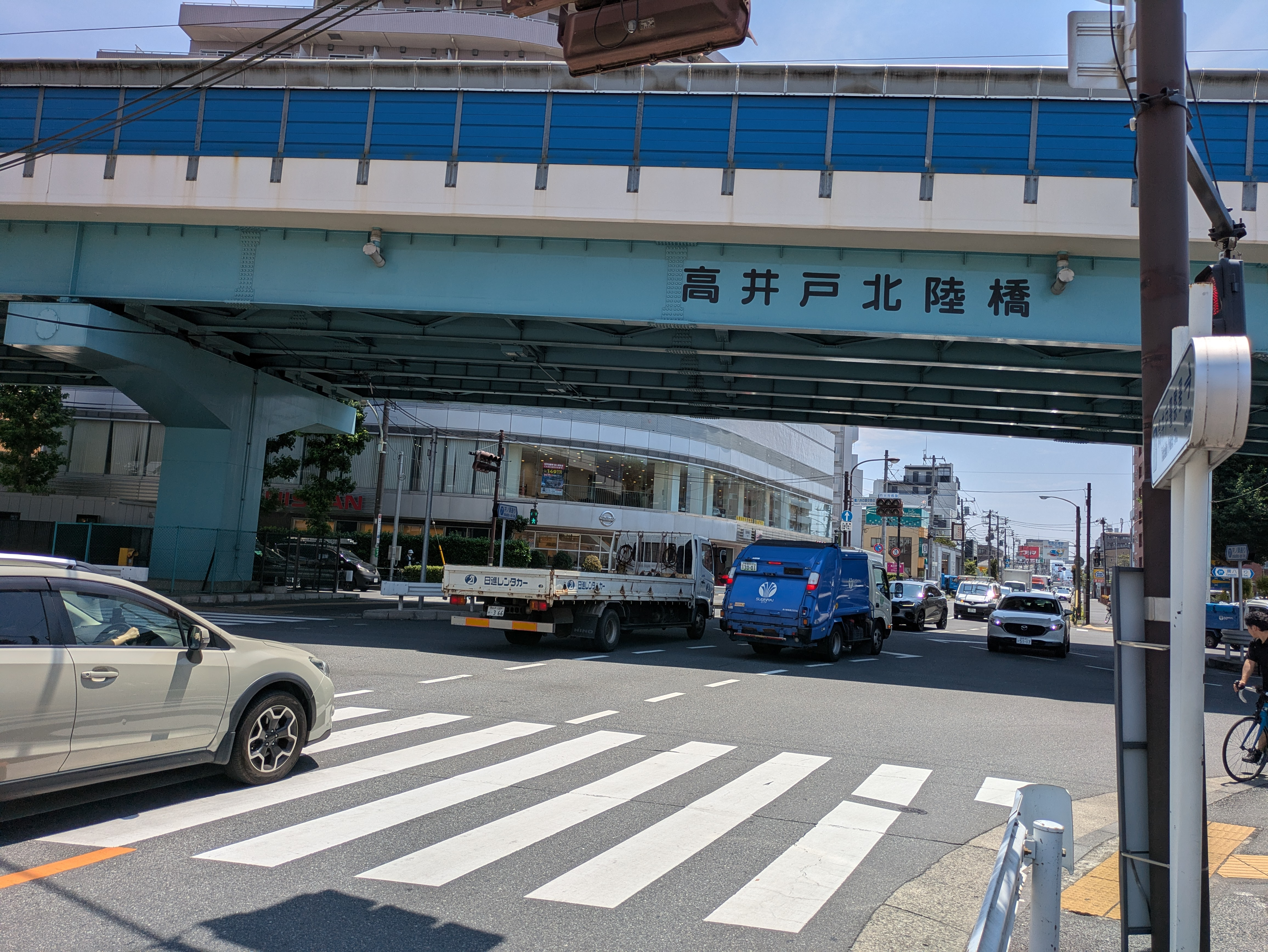
高井戸北陸橋（杉並区高井戸西）（2025年6月）

### 鉄道
| 街区内に設置されている駅       |
| ------------------------------ |
| 京王井の頭線 - 高井戸駅(IN 12) |

- エイトライナー - 同地区を対象とした路線構想

### 道路
- 首都高速4号新宿線 - 中央自動車道
  - 高井戸インターチェンジ
- 東京都道7号杉並あきる野線
- 東京都道14号新宿国立線
- 東京都道311号環状八号線

## 事業所
2021年（令和3年）現在の経済センサス調査による事業所数と従業員数は以下の通りである。
| 丁目           | 事業所数  | 従業員数 |
| -------------- | --------- | -------- |
| 高井戸西一丁目 | 56事業所  | 502人    |
| 高井戸西二丁目 | 79事業所  | 572人    |
| 高井戸西三丁目 | 236事業所 | 1,079人  |
| 計             | 371事業所 | 2,153人  |

### 事業者数の変遷
経済センサスによる事業所数の推移。
| 年                 | 事業者数 |
| ------------------ | -------- |
| 2016年（平成28年） | 334      |
| 2021年（令和3年）  | 371      |

### 従業員数の変遷
経済センサスによる従業員数の推移。
| 年                 | 従業員数 |
| ------------------ | -------- |
| 2016年（平成28年） | 2,155    |
| 2021年（令和3年）  | 2,153    |

## 施設
- 日本年金機構
- 杉並区立高井戸小学校
- 第六天神社
- 社会福祉法人浴風会

## その他

### 日本郵便
- 郵便番号 : 168-0071[3]（集配局 : 杉並南郵便局[16]）。